# Coelioxys binghami
Coelioxys binghami är en biart som beskrevs av Pasteels 1968. Coelioxys binghami ingår i släktet kägelbin, och familjen buksamlarbin. Inga underarter finns listade i Catalogue of Life.